# Broeders van het Gemene Leven

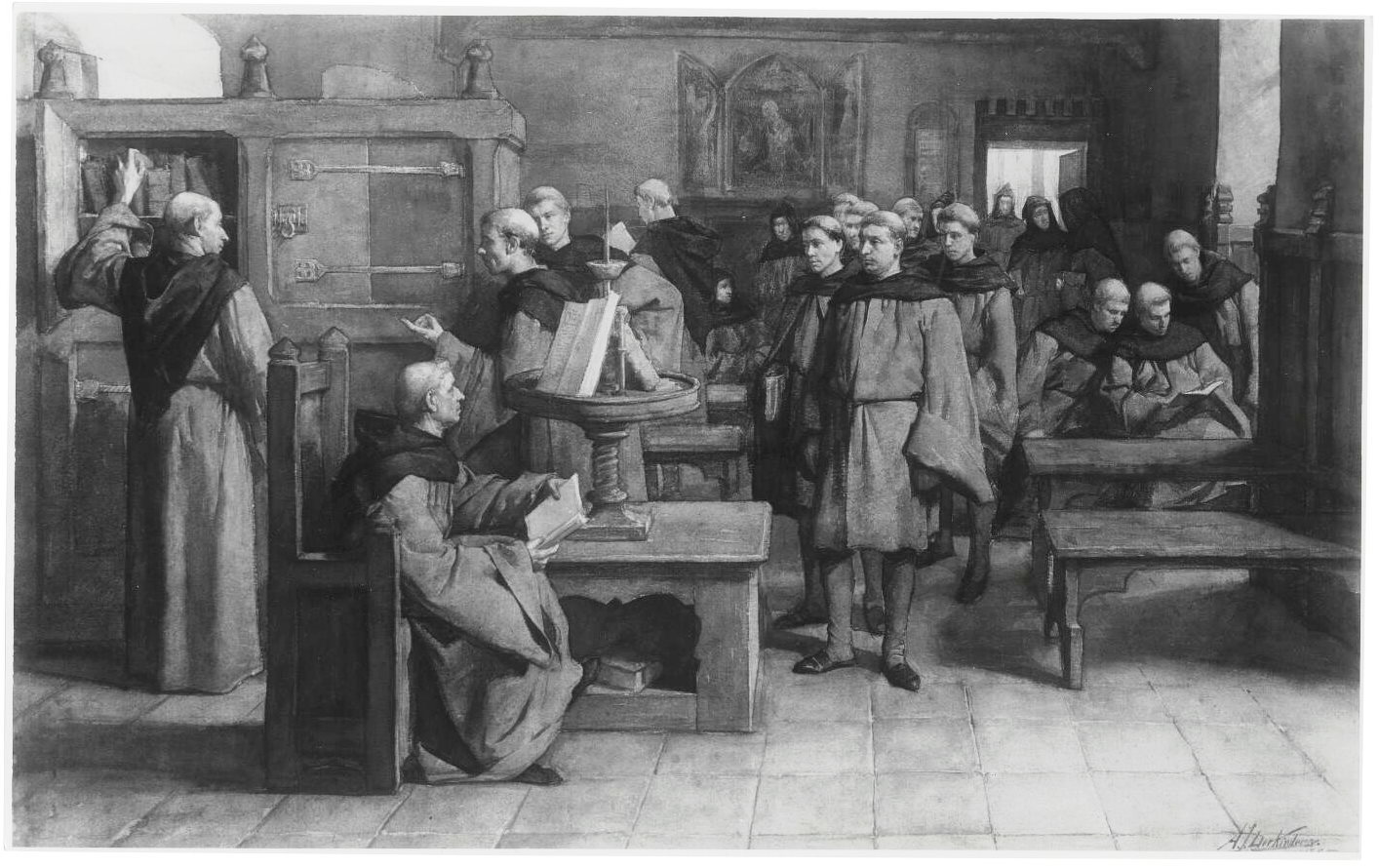
Geert Grote met volgelingen. (Negentiende-eeuws aquarel door Antoon Derkinderen)

Broeders van het Gemene Leven, archaïsch Collatiebroeders, en in het verlengde daarvan de Zusters van het Gemene Leven, was een religieuze groepering die aan het einde van de 14e eeuw in Deventer ontstond rond Geert Grote, die de grondlegger van de religieuze stroming Moderne Devotie is.

## Ontstaan
Vanwege de bestaande onvrede met allerlei ongewenste kerkelijke praktijken vonden de predikingen van Grote instemming bij een grote groep mensen. Kort na zijn bekering in 1374 bracht hij een groep vrouwen onder in zijn ouderlijk huis te Deventer. Ze vormden daar een gemeenschap die de door hem voorgestane levenswijze van praktische vroomheid en spiritualiteit en arbeid in praktijk bracht. De zusters, en wat later ook de broeders, zochten een geestelijk réveil tegen de verloedering van het leven van de clerus en de verruwing van de volkse zeden. Al snel ontstonden naar dit inspirerende voorbeeld gemeenschappen in broeder- en zusterhuizen in de hele IJsselstreek. De leden leefden in gemeenschappelijke huizen in de steden. Ze legden geen kloostergelofte af. De term 'gemeen' in de naam van de beweging heeft als betekenis 'gezamenlijk', aangezien men gemeenschap van goederen voorstond. De broeders waren verantwoordelijk voor de zielszorg in de zusterhuizen.

## Verkloostering
Het eerste zusterhuis, ook wel Meester Geertshuis genoemd, kreeg al snel na het overlijden van Grote in 1384 onder leiding van Johannes Brinckerinck een meer kloosterachtige opzet, met een eigen kapel en begraafplaats. Het proces van verkloostering gebeurde vooral onder druk van de gevestigde kerkorde. Vanuit de kerkelijke hiërarchie werd met argusogen naar de experimenten gekeken. Om vergaande belemmering of zelfs een verbod door de kerk van hun levenswijze te voorkomen namen veel gemeenschappen de derde regel van Franciscus aan, of de -strengere- regel van Augustinus. De broeders deden dat in 1387 op initiatief van Florens Radewijns. Al in 1380 stelde de door Grote bekeerde priester Radewijns zijn huis in Deventer ter beschikking voor een gemeenschap van broeders. In 1386 schonk Berthold ten Hove de hof te Windesheim ten zuiden van Zwolle aan Radewijns. Het werd op 17 oktober 1387 tot klooster gewijd en zou uitgroeien tot het belangrijkste centrum van de beweging van de Moderne Devotie. Daarom wordt deze ook wel aangeduid als de Congregatie van Windesheim. Rond 1390 werd in het klooster de Noord-Nederlandse vertaling van het Nieuwe Testament gemaakt. Er zijn ongeveer 160 handschriften van deze vertaling bewaard gebleven. Samen met de in totaal 46 gedrukte versies maakte dit deze vertaling tot de meest succesvolle in de late middeleeuwen in Nederland. 
Diepenveen werd de vestigingsplaats van het eerste vrouwenklooster der Moderne Devotie, het werd vanaf 1400 ten noorden van Deventer gesticht door Brinckerinck en Swedera van Runen met medewerking uit Windesheim.
Het aantal kloosters dat werd opgericht door volgelingen van Geert Grote die zich lieten inspireren door de Moderne Devotie maakte een stormachtige groei door. De kloosters verschilden op organisatorisch en juridisch gebied van de broeder- en zusterhuizen, hoewel die in de vijftiende eeuw een steeds geslotener karakter zouden krijgen. Zo werd er een eigen kapel in of bij het huis gebouwd zodat men niet langer de vieringen in de parochiekerk behoefde bij te wonen.

## Verbreiding
De eigenlijke broeders en zusters van het Gemene Leven waren hoofdzakelijk gevestigd in de Lage Landen: Deventer, Zwolle, Hulsbergen, Duisburg, Groningen, Horne, Leuven, Gouda, Nijmegen, Roermond, 's-Hertogenbosch, Utrecht, Amersfoort, Württemberg, Westfalen, Keulen, Wesel, Emmerik, Brussel, Mechelen, Gent, Geraardsbergen, Sint-Winoksbergen, Kamerijk en Luik. De beweging verbreidde zich door de internationale handelscontacten van met name Deventer en Zwolle over het gebied van de Hanze. In Duitsland werden de broeders 'die Brüder vom gemeinsamen Leben' of 'Windesheimer Chorherren' genoemd, en in Engeland 'the Brethren of the Common Life' of 'Congregation of Windesheim'. Begin 16e eeuw kende de Congregatie van Windesheim haar hoogtepunt. Op dat ogenblik waren er naast de vele broeder- en zusterhuizen in diverse steden ook 86 mannenkloosters en 16 vrouwenkloosters bij aangesloten, verspreid over heel Noordwest-Europa, van Zwitserland tot Polen.

## Onderwijs en boekdrukkunst
Naast prediking waren vooral het boek en onderwijs middelen in de verbreiding van het devote ideaal van navolging van Christus. In het begin van de beweging bouwden de broeders reeds bestaande kapittelscholen uit tot volwaardiger Latijnse scholen, zoals bijvoorbeeld in Deventer en Zwolle. Later richtten zij zelf ook scholen op. Voor dit onderwijs waren vele geschriften nodig. Vanwege hun hoge productie kopie-manuscripten van geestelijke werken kregen de broeders in het Duits de bijnaam die Brüder von der Feder; de broeders van de ganzenveer. Om de productie van geestelijke werken verder te verhogen werd vanaf midden 15de eeuw voortvarend gebruikgemaakt van de boekdrukkunst. In 1468 vestigden zij in het klooster 'Marienthal' in Geisenheim de eerste kloosterdrukkerij in Europa. In het broederhuis in Rostock, ook bekend als 'Michaeliskloster' was een van de belangrijkste boekdrukkerijen van het Oostzee-gebied gevestigd. Op die manier konden ook de studieboeken die gebruikt werden op de vele door hen geleide Latijnse scholen goedkoper en sneller vervaardigd worden.
Ook namen zij vaak de zorg op zich voor de scholieren. Ze boden onderdak aan in aparte door hen geleide convicten, zo bouwden de broeders in 1545 in Zwolle een nieuw convict voor 200 scholieren. Ook hadden ze een grote rol bij de zielzorg van de leerlingen. Een belangrijke doelstelling van de broeders was om scholieren voor te bereiden op het priesterschap of het monnikenleven. De Zwolse rector Johan Cele had hetzelfde ideaal en was nauw bevriend met de broeders van het Fraterhuis.
De Latijnse school in Deventer groeide eind 15e eeuw onder leiding van Alexander Hegius uit tot het belangrijkste intellectuele centrum van de Noordelijke Nederlanden. Hegius voerde een belangrijke vernieuwing door door het curriculum uit te breiden met Grieks. De school wordt daardoor ook wel de bakermat van het Nederlandse Humanisme genoemd.

## Invloed
Een aantal beroemdheden ontving een belangrijk deel van zijn opleiding op scholen met door de broeders geleide convicten. Thomas a Kempis bezocht de school in Deventer. Later werd hij een van de belangrijkste vertegenwoordigers van de Moderne Devotie. Erasmus woonde en leerde bij de broeders in Deventer en ’s-Hertogenbosch, Martinus Duncanus bij die in Nijmegen en Luther volgde onderwijs bij de broeders in Maagdenburg.
De beweging wordt ook beschouwd als een van de wegbereiders van de Reformatie die vooral vaste voet aan de grond kreeg in het verspreidingsgebied van de Moderne Devotie, Noordwest-Europa. De beweging van de broeders was evenwel deel van de Rooms-Katholieke Kerk en gericht op het katholieke geloof. De Reformatie betekende zelfs de doodsteek voor de broedergemeenschappen en de Moderne Devotie in de Nederlanden.
De broeders zijn de grondleggers van het schoolsysteem volgens welk leerlingen van dezelfde leeftijd samen in een klas of groep worden geplaatst.

## Materiële erfenis
Op een aantal plaatsen in de IJsselstreek zijn nog restanten van huizen en kloosters van de Broeders en Zusters des Gemenen Levens te zien zoals in het oude centrum van Deventer, in Windesheim en in Diepenveen aan de noordrand van Deventer. Daar wordt het oude kerkje van het eerste zusterklooster nu gebruikt als protestantse kerk.
Van het fraterhuis in Zwolle is de Zwolse Bijbel overgeleverd. Dit handschrift is tussen 1464 en 1476 afgeschreven door Jacobus van Enkhuysen in opdracht van de deken van het kapittel Sint Marie in Utrecht. Het is uitvoerig verlucht, waarschijnlijk door broeders uit het fraterhuis. Het wordt bewaard in de Utrechtse Universiteitsbibliotheek.